# Artistas Unidos
A Artistas Unidos é uma sociedade artística/ companhia de teatro portuguesa, fundada em 1995 pelo encenador e realizador Jorge Silva Melo. Está sediada em Lisboa e conta com mais de uma centena de trabalhos produzidos, entre espectáculos, filmes, recitais, seminários e encontros ou exposições. Editou uma revista semestral e edita a colecção Livrinhos de Teatro em parceria com a editora Cotovia. Nos seus primeiros anos afirmou-se como uma companhia política e que comportava nos seus espetáculos uma critica feroz ao "aqui e agora". Com mais de 25 anos de história, a companhia vê agora as suas instalações, no Teatro da Politécnica, ameaçadas, com risco de ordem de despejo. O ano de 2022 tem vindo a ser um ano de grandes perdas para estrutura, depois das morte do diretor e fundador, Jorge Silva Melo, o seu espaço vê-se agora também em risco. 

## Instalações
- Antiga sede, na Rua Campo de Ourique n.º 120, agora a funcionar como espaço de armazém e arrumos diversos
- Actual sede, na Rua de Santo António à Estrela n.º 60, que possibilita o funcionamento do atendimento, secretariado, contabilidade, biblioteca, sala de reuniões e sala de ensaios
- Espaço de apresentação ao público no Teatro da Politécnica, na Rua da Escola Politécnica,  junto ao Jardim Botânico de Lisboa

## Composição
Jorge Silva Melo construiu à sua volta uma articulação de saberes e fazeres, organizados com funções perfeitamente sedimentadas:
- Jorge Silva Melo - Sócio maioritário e diretor
- Andreia Bento - Sócia
- António Simão - Sócio-gerente
- João Meireles - Sócio
- Pedro Carraca - Sócio-gerente